# El Correo de Cádiz
El Correo de Cádiz fue un periódico español editado en Cádiz entre 1909 y 1920.

## Historia
Fue fundado en 1909, como una publicación de línea católica. A lo largo de su existencia tuvo una cierta difusión en Cádiz, aunque nunca logró hacer sombra a su principal rival, el Diario de Cádiz. Durante la Primera Guerra Mundial el diario llegó a mantener una línea editorial germanófila. Continuó editándose hasta su desaparición en 1920.
A partir de 1921 se editaría un semanario que heredaba el nombre del antiguo diario.